# Munkedal (comune)
Munkedal è un comune svedese di 10 171 abitanti, situato nella contea di Västra Götaland. Il suo capoluogo è la cittadina omonima.

## Località
Nel territorio comunale sono comprese le seguenti aree urbane (tätort):
- Dingle
- Hällevadsholm
- Hedekas
- Munkedal
- Torreby

## Amministrazione

### Gemellaggi
- Karup
- Kirkkonummi
- Rellingen